# Ghost in the Shell: Arise
Ghost in the Shell: Arise (яп. 攻殻機動隊ARISE -GHOST IN THE SHELL- ко:каку кидо:тай арайзду -го:суто ин дза сэру-) — пятисерийная OVA также выпущенная в виде сериала из 10 серий. «Приквел» Ghost in the Shell Масамунэ Сиро с новым дизайном персонажей. Продюсер — Кадзутика Кисэ, сценарист — То Убуката, композитор — Кэйго Оямада. Компания Funimation приобрела права на эту серию для североамериканского релиза.
В ноябре 2015 вышло продолжение Ghost in the Shell: The New Movie.

## Сюжет
Сюжет рассказывает о событиях, произошедших в 2027 году, что по хронологии происходит до фильма 1995 года. В Ньюпорт-Сити взрывается бомба, убивая торговца оружием, у которого могут быть связи с таинственной организацией 501. Сотрудник службы безопасности Арамаки нанимает военного хакера Мотоко Кусанаги помочь ему разобраться в этом деле.
Но детектив Тогуса, расследующий серию убийств проституток, которые, как он полагает, связаны с происшествием, полагает, что Кусанаги сама — преступник. Кроме того, за Кусанаги следит и полковник из организации 501.

## Состав
В «Arise» обновлён не только дизайн персонажей, но и группа сэйю. Маая Сакамото теперь озвучивает Мотоко Кусанаги (вместо Ацуко Танаки). Ранее Маая Сакамото озвучивала Мотоко в детстве. Бато теперь озвучивает Кэнъитиро Мацуда, Тогусу — Тарусукэ Сингаки, Дайсукэ Арамаки — Иккю Дзюкю, Исикаву — Томоюки Дан, Сайто — Такуро Накакуни, Падзу — Ёдзи Уэда и Бому — Кадзуя Накай. Миюки Савасиро будет озвучивать татиком.
Также уже в первом эпизоде появляются новые персонажи: Курц (яп. クルツ Куруцу) (озвучивает Маюми Асано), Райдзо (яп. ライゾー) (озвучивает Хосино Таканори), Ибати (яп. イバチ) (озвучивает Масахиро Мамия), Цугуми (яп. ツムギ) (озвучивает Нодзима Кэндзи) и Мамуро (яп. マムロ) (озвучивает Ацуси Мияути).

## Список эпизодов
| № | Название             | Дата выхода     |
| - | -------------------- | --------------- |
| 1 | Боль призрака        | 22 июня 2013    |
| 2 | Шёпот призрака       | 30 ноября 2013  |
| 3 | Слезы призрака       | 28 июня 2014    |
| 4 | Одиночество призрака | 6 сентября 2014 |
| 5 | Пирофорный культ     | 26 августа 2015 |